# كلاوس رود
كلاوس رود (بالألمانية: Klaus Rohde)‏ هو أحيائي ألماني، ولد في 30 مارس 1932 في براندنبورغ آن در هافل في ألمانيا.